# Juana Acosta
Juana Acosta Restrepo (Cali, 28 novembre 1976) è un'attrice colombiana.
Abita in Spagna. È sposata con l'attore Ernesto Alterio e nel 2006 è nata la loro prima figlia.

## Filmografia

### Cinema
- Golpe de estadio (1998), di Sergio Cabrera.
- Es mejor ser rico que pobre (1999), di Ricardo Coral.
- Kalibre 35 (2000), di Raúl García.
- Juegos bajo la luna (2000), di Mauricio Walerstein.
- Slam (2003), di Miguel Martí.
- Canciones de invierno, regia di Félix Viscarret (2004)
- Diario de un skin (2005), di Jacobo Rispa.
- A golpes (2005), di Juan Vicente Córdoba.
- WC (2005), di Enio Mejía.
- Los 2 lados de la cama (2005), di Emilio Martínez Lázaro.
- Bienvenido a casa (2006), di David Trueba.
- El asesino del parking (2006), di Isidro Ortiz.
- Libertador, regia di Alberto Arvelo (2013)
- Perfectos desconocidos, regia di Álex de la Iglesia (2017)
- Il direttore capo (2018), produzione Netflix, regia di Sergio Barrejón.

### Televisione
- Mascarada (1995)
- La Dama del pantano (1999)
- La reina de Queens (2000)
- Policías, en el corazón de la calle (2001)
- Javier ya no vive solo (2002)
- Hospital Central (2002)
- El comisario (2003)
- Génesis, en la mente del asesino (2006)
- Mujeres asesinas (2008)
- Hospital Central (2008-2009)
- Velvet (2014)
- La dama velata (2015)

### Teatro
- Convulsiones, diretta da Pavel Nowisky.
- Los demonios, diretta da Pavel Nowisky.
- Nuestro pueblo, diretta da Juan Carlos Corrazza.

## Doppiatrici italiane
Nelle versioni in italiano delle opere in cui ha recitato, Juana Acosta è stata doppiata da:
- Stefania De Peppe in 7 años

## Riconoscimenti
- Premio Goya
  - 2021 – Candidatura alla miglior attrice non protagonista nel film El inconveniente[1]